# Trostianczyk
Trostianczyk (ukr. Тростянчик) – wieś na Ukrainie, w obwodzie winnickim, w rejonie hajsyńskim, w hromadzie Trościaniec. W 2001 liczyła 1639 mieszkańców, spośród których 1597 wskazało jako ojczysty język ukraiński, 34 rosyjski, 4 mołdawski, 2 romski, a 2 inny